# See America Thirst
See America Thirst (bra Valentes à Força) é um filme de comédia norte-americano de 1930, produzido e distribuído pela Universal Pictures e dirigido por William James Craft. O filme foi estrelado por Harry Langdon, Slim Summerville e Bessie Love.
Cópias estão preservadas no UCLA Film and Television Archive e na Biblioteca do Congresso.

## Elenco
- Harry Langdon - Wally
- Slim Summerville - Slim
- Bessie Love - Ellen